# Žminjština
Žminjština je zemljopisno-povijesni naziv središnjega dijela Istre. Često ju se ubraja u Rovinjštinu.
Čine ju predjeli čije je zemljopisno središte Žminj. Reljefno je vapnenačka krševita visoravan između Limske drage i Raške doline. Glavne gospodarske djelatnosti su tradicijsko i suvremeno poljodjelstvo, stočarstvo (farme), malo poduzetništvo i trgovina. Uzgaja se vinova loza. Naseljena još u prapovijesti, svjedok čega su gradine. Šire područje naseljeno u rimsko doba. Slaveni su se u Žminjštinu naselili u ranom srednjem vijeku. Arheološki tragovi su npr. manje biritualno groblje na lokalitetu Babina brajda istočno od Žminja ili ostatci naselja i grobovi kraj crkve sv. Foške. Nakon franačkog osvajanja Istre nastalo je veliko starohrvatsko groblje kraj Žminja iz 9. i 10. stoljeća. Središte Žminj prvi put se spominje 1178. u papinoj poveli. Od 12. stoljeća je dio Pazinske knežije, no pod pravnom nadležnošću porečkoga biskupa. U dijelu Istre pod habsburškom vlašću, najbrojnije su bile zatke od svih drugih dijelova Istre.
U povijesti bila sa središtem Žminjem kao jednim od najznačajnijih trgovišta, bogatim poljoprivrednim proizvodima, vinom i drvom. Kad su Mletčani razorili druga istarska naselja u 14. stoljeću, bjegunci iz tih naselja doselili su se na ovo područje. Isto tako ovamo su se doselili lički i krbavski bjegunci pred Turcima. Hrvati su za razliku od većeg dijela ostatka Istre bili izrazita većina, jedini Romani bili su Ćiribirci odnosno Istrorumunji, pa je ovaj predio tvrda jezgra hrvatske etničke opstojnosti u Istri. Ćiribirci odnosno Istrorumunji (narod romanskog podrijetla i jezika) su istovremeno s hrvatskim bjeguncima naselili su se na istoku ovog područja, na visokim uzvisinama oko Čepićkog jezera, danas polja. Mjesni su govori čakavski – žminjsko-pazinskog tipa.
Prosječne nadmorske visine od približno 200 do 300m. Manje uzvisine koje su brojnije postupno prema istoku, između kojih su plodne površine crvenice. Teren je krške hidrografske cirkulacije, bezvodan osim manjega broja lokvi, čiji se broj postupno smanjuje. Prevladava sredozemna klima i vegetacija, jer je pod blagotvornim utjecajem mora. Zemljište najvećim dijelom obrađeno, s nešto niskih bjelogoričnih šuma.